# Por vos muero
Por vos muero es el título del 15°. álbum de estudio grabado por el cantautor español Miguel Bosé, producido con la casa musical WEA International con WEA Latina para Hispanoamérica y Fue lanzado al mercado el 20 de abril de 2004. El título está tomado del Soneto V del escritor renacentista Garcilaso de la Vega. Este disco ha sido calificado por Miguel Bosé como su máxima obra, un tributo a su educación y cultura artística y el disco en el que ha puesto más cuidado en los detalles.

## Desarrollo
En este disco colaboró el músico Chris Cameron. Las canciones destacan por contener numerosos coros, música de orquesta y una voz muy cuidada. Se ha definido como un tributo al cine a través de la banda sonora. En el concierto de la gira no sólo se incluyeron canciones del álbum, sino éxitos de otros discos, adaptados al concepto de Por vos muero
El disco ha sido «caro, muy caro, nunca podremos hacer otro igual», reconoció el artista; el cantante recupera la canción «Amiga», dedicada a la desaparecida Cecilia.
Grandes maestros como Nicolas Sorín, David Ascanio, Fernando Ortí, Chris Camerón, y Alejandro Sanz, compositor de 'El ilusionista', uno de los temas del álbum, han hecho posible este octavo trabajo discográfico del artista. "Los discos los hago por necesidad, porque de repente me entusiasmo con una fórmula, los trabajo mucho y sé que cuando los acabo, -por el tipo de gente que me rodea a nivel técnico-, la calidad es extraordinaria".
En esta producción participó la London Session Orquestra, cada corte musical evoca emociones propias del séptimo arte: la tragedia de "El Ilusionista", donde el intérprete comparte la autoría con Alejandro Sanz, la desesperanza carcelaria de "Gracias por Venir", la galantería formal de "A una Dama", la nostalgia explícita de "Amiga", la poesía de "Vagabundo" y la intensidad melodramática del tema que otorga título al álbum, son sólo algunos de los ejemplos.  Esta última basada en el segundo movimiento del concierto Número 5, "Emperador", para piano y orquesta de Beethoven y líricas de Garcilaso de la Vega.
Tiempo después de la gira, se editó en DVD el concierto ofrecido en el Auditorio Nacional de la Ciudad de México, en el que, como extras, se incluye un breve documental sobre la producción del concierto, en el que se detallan los cambios que sufrieron las canciones para ser adaptadas a esta gira.

## Lista de canciones
| Por vos muero |                                             |                                           |          |  |
| N.º           | Título                                      | Escritor(es)                              | Duración |  |
| 1.            | «El ilusionista»                            | Alejandro Sanz                            | 4:13     |  |
| 2.            | «Olvídame tú»                               | David Ascanio                             | 4:38     |  |
| 3.            | «Levántate y olvida»                        | Pedro Andrea                              | 4:14     |  |
| 4.            | «Amiga (Gracias por venir...)»              |                                           | 5:40     |  |
| 5.            | «A una dama»                                |                                           | 4:02     |  |
| 6.            | «Amiga» (nueva versión del clásico de 1977) | Luis Gómez-Escolar                        | 6:22     |  |
| 7.            | «Vagabundo»                                 |                                           | 4:22     |  |
| 8.            | «De momento no»                             |                                           | 5:12     |  |
| 9.            | «Habana» (con Alejandro Fernández)          |                                           | 5:56     |  |
| 10.           | «Por vos muero»                             | Texto de Garcilaso de la Vega, (soneto V) | 3:20     |  |
| 47:46         |                                             |                                           |          |  |

## Créditos y personal
- Arreglos: Fernando Ortí y Nicolas Sorin
- Coros: Jenny O'Grady
- Orquesta: Nick Ingman
- Masterización: Claudio Giussani
- Mezclas: Chris Cameron, Miguel Bosé, Pepo Scherman
- Producido por: Chris Cameron, Miguel Bosé
- Grabaciones: Pepo Scherman, Mike Ross-Trevor
- Cuerdas: Gavin Wright

## Certificaciones
| País   | Organismo certificador | Certificación | Ventas certificadas | Ref    |
| ------ | ---------------------- | ------------- | ------------------- | ------ |
| México | AMPROFON               | Platino       | 150 000             | [ 10 ] |